# Анунцијата (Месина)
Анунцијата је насеље у Италији у округу Месина, региону Сицилија.
Према процени из 2011. у насељу је живело 54 становника. Насеље се налази на надморској висини од 536 м.